# جیمز باتلر، پنجمین ارل اورموند
جیمز باتلر، پنجمین ارل اورموند (انگلیسی: James Butler, 5th Earl of Ormond؛ ۲۴ نوامبر ۱۴۲۰ – ۱ مهٔ ۱۴۶۱) سیاستمدار اهل پادشاهی انگلستان بود. وی همچنین مفتخر به کسب نشان بند جوراب شده است.